# 泉 (浜松市)
泉（いずみ）は静岡県浜松市中央区の町名。現行行政地名は泉一丁目～泉四丁目及び丁番を持たない泉町である。住居表示実施済。

## 地理
浜松市中央区の中部、萩丘地区の中西部に位置する。東で住吉三丁目・幸（一丁目・五丁目）・萩丘一丁目、西で西山町、南で和合町及び和合北（三丁目を除く）、北で葵東一丁目及び高丘町と接する。

### 面積・人口・世帯数
泉は泉一丁目～泉四丁目の合算値。
| 町名 | 面積（㎢） | 人口（人） | 世帯数（世帯） |
| ---- | ---------- | ---------- | -------------- |
| 泉町 | 0.6436     | 0          | 0              |
| 泉   | 0.8071     | 4,986      | 2,188          |

### 河川
- 段子川

### 学区
- 浜松市立泉小学校
- 浜松市立高台中学校

## 歴史

### 町名の由来
段子川沿いに湧き水が出るところが十数か所あったことから。

### 沿革
- 1940年（昭和15年） - 富塚町から分離し、泉町が新設される。
- 1974年（昭和49年）8月1日 - 住居表示の実施に伴い、泉町から分立して泉一丁目～泉四丁目が成立（泉一丁目は和合町の一部を含む）[WEB 8]。
- 1978年（昭和53年）1月1日 - 住居表示の実施に伴い、葵町・泉町・高丘町・萩町の各一部を合わせて葵東一丁目が成立[WEB 9]。
- 2007年（平成19年）4月1日 - 浜松市が政令指定都市となる。泉町・泉は中区の一部となる[WEB 10]。
- 2010年（平成22年）8月4日 - 遠鉄ストアフードワン泉店が営業開始する。
- 2013年（平成25年）2月1日 - 住居表示の実施に伴い、中区和合町及び同区泉町の各一部を合わせて和合北一丁目・和合北二丁目・和合北四丁目が成立[WEB 11]。
- 2024年（令和6年）1月1日 - 浜松市の行政区再編により、泉町・泉は中央区の一部となる。

## 泉町について
前述の通り、泉一丁目～泉四丁目は大半のエリアで泉町から分離してできた。残る地域はさらに一部地域を除いて和合北となった。そのため、現在泉町となっている地域はほぼすべて航空自衛隊浜松基地内である。その他に泉と和合北の境目に飛地があるとされている。地図サイトによっては浜松基地近くの番地については泉町となっているものと泉に内包された形で表記されているものがある。また、飛地は泉町となっているものと和合北に内包された形で表記されているものがある。

## 施設
- 泉町
  - 航空自衛隊浜松基地
    - 浜松広報館エアパーク
- 泉
  - 学校法人萩丘学園萩丘幼稚園
  - 浜松市立泉小学校
  - 浜松いわた信用金庫泉町支店
  - MEGAドン・キホーテUNY浜松泉町店
  - 遠鉄ストアフードワン泉店
  - 杏林堂ドラッグストアH&B Special泉店
  - セブン-イレブン浜松泉2丁目店
  - ファミリーマート浜松泉四丁目店
  - 泉公園
  - 泉北公園
  - 泉児童公園
  - 日蓮宗法光寺

## 交通

### バス
- 遠鉄バス - 遠鉄ストアフードワン泉店停留所には自転車駐輪場が併設されている。
  - 40気賀三ヶ日線、41高台線、43引佐線、45奥山線、46・46-テ都田線、47葵町医大線：（浜松駅 方面 - ）銭取 - 泉町南 - 泉町中 - 幸町 - 泉町北（ - 姫街道車庫・聖隷三方原病院・気賀駅前・三ヶ日車庫／気賀駅前（金指街道経由）／奥山／都田 方面）
  - 58和合西山線（毎日1往復のみ運行）：（浜松駅 方面 - ）広報館
  - 51泉高丘線：（浜松駅 方面 - ）遠鉄ストアフードワン泉店 - 泉四丁目（ - 姫街道車庫（高丘経由））

### 道路
- 国道257号（姫街道）
- 静岡県道364号湖東和合線

## その他

### 警察
警察の管轄区域は以下の通りである。
| 番・番地等 | 警察署         | 交番・駐在所 |
| ---------- | -------------- | ------------ |
| 全域       | 浜松中央警察署 | 北部交番     |

### 消防
消防の管轄区域は以下の通りである。
| 番・番地等 | 消防署   | 本署/出張所 |
| ---------- | -------- | ----------- |
| 全域       | 中消防署 | 高台出張所  |

### 書籍
1. ↑  『わが町文化誌 台地と水と輝き』浜松市高台公民館、1999年1月15日、23頁。

### WEB
1. ↑  “zissizennzi.pdf”.   浜松市 (2024年1月4日). 2024年6月20日閲覧。
2. ↑  “静岡県 浜松市中央区 泉町の郵便番号 - 日本郵便”.   日本郵便. 2025年2月15日閲覧。
3. ↑  “静岡県 浜松市中央区 泉の郵便番号 - 日本郵便”.   日本郵便. 2025年2月15日閲覧。
4. ↑  “市外局番の一覧”.   総務省 (2022年3月1日). 2024年6月20日閲覧。
5. ↑  “事業所案内及び管轄地域（事務所3件、分室3件）”.   一般社団法人静岡県自動車会議所. 2024年6月20日閲覧。
6. ↑  “zissiitiran1.pdf”.   浜松市 (2024年1月4日). 2024年6月20日閲覧。
7. 1 2 3  人口統計ラボ. “静岡県浜松市中区 - 人口総数及び世帯総数”. 2024年6月20日閲覧。
8. ↑  “zissizennzi.pdf”.   浜松市 (2024年1月4日). 2024年6月20日閲覧。
9. ↑  “zissizennzi.pdf”.   浜松市 (2024年1月4日). 2024年6月20日閲覧。
10. ↑  “zissizennzi.pdf”.   浜松市 (2024年1月4日). 2024年6月20日閲覧。
11. ↑  “zissizennzi.pdf”.   浜松市 (2024年1月4日). 2024年6月20日閲覧。
12. ↑  “北部交番｜静岡県警察”.   静岡県警察 (2024年1月1日). 2024年6月20日閲覧。
13. ↑  “消防署の町別管轄「い」／浜松市”.   浜松市 (2020年3月25日). 2024年6月20日閲覧。